# Platysenta tetera
Platysenta tetera là một loài bướm đêm trong họ Noctuidae.